# Альфонс Ціттербаке
Альфонс Ціттербаке (нім. Alfons Zitterbacke) — популярний персонаж дитячої книги в НДР. Автор: Герхард Хольц-Баумерт (Gerhard Holtz-Baumert). Кілька книг та однойменний фільм 1966 року режисера Конрада Петцольда розповідають історії з життя хлочика Альфонса Ціттербаке. 

## Книги
- Alfons Zitterbacke: Geschichten eines Pechvogels, Berlin: Kinderbuchverlag, 1958, ISBN 3-928885-76-6
- Alfons Zitterbacke hat wieder Ärger, Berlin: Kinderbuchverlag, 1962, ISBN 3-928885-42-1
- Альфонс Ціттербаке, Київ: видавництво «Веселка», 1983, українська мова, переклад з німецької Миколи Настеки
- Alfons Zitterbackes neuer Ärger, Berlin, 1995, ISBN 3-928885-90-1
- Alfons Trīcvaidziņš, Riga: Zvaigzne ABC, 1997, латиська мова, ISBN 9984-04-783-0

## Фільми
- Alfons Zitterbacke, 1966, 68 хвилин; Актори: Гюнтер Симон
- Alfons Zitterbacke, 1986, 6-серійний серіал; Актори: Ute Lubosch, Enrico Lübbe
- Alfons Zitterbacke – Das Chaos ist zurück, 2019; Актор: Tilman Döbler[1]

## Фонограми
- Alfons Zitterbacke (LP) 1968 LITERA, 54 хвилин; читали: Joachim Brendel, Хельга Raumer, Герберт Köfer, Герд Елерс
- Alfons Zitterbacke (CD, LP перевидання), 2000 LITERA Junior, 54 хвилин
- Tom Паулс читає Alfons Zitterbacke, 2008 Busch радіо